# Años 550
Los años 550 o década del 550 empezó el 1 de enero del 550 y terminó el 31 de diciembre del 559.

## Acontecimientos
- Cararico, rey de los suevos aproximadamente desde 550 hasta 559; se atribuye a esta época la conversión de los suevos del arrianismo al catolicismo.
- Atanagildo sucede a Agila I como rey de los visigodos en 555; reinará hasta 567.
- Pelagio I sucede a Vigilio como papa en el año 556.
- Aproximadamente en el año 559, Teodomiro sucede a Cararico como rey de los suevos; reinará hasta 570.
- Concilio de Constantinopla II